# Generální stavy roku 1789

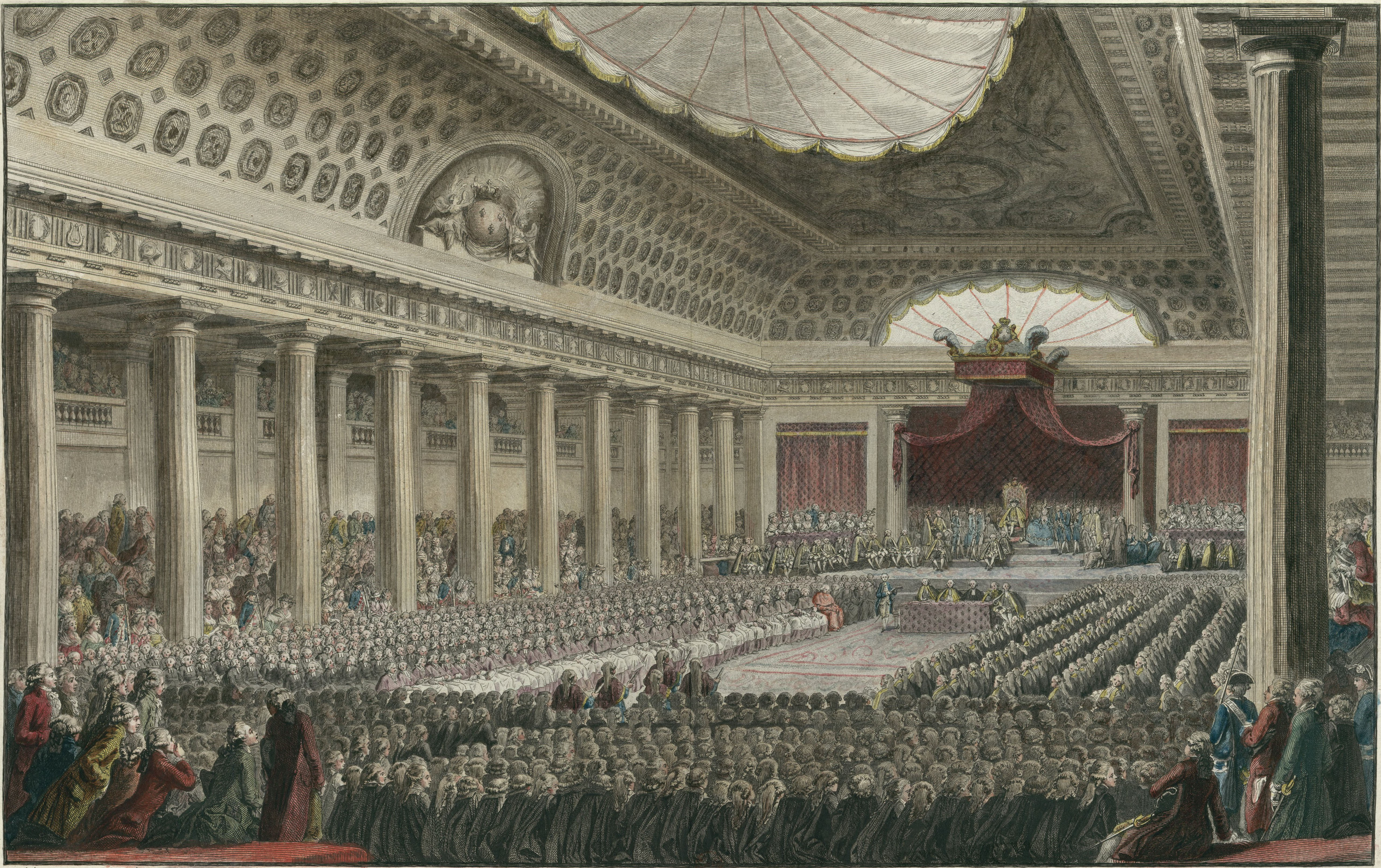
Jean-Michel Moreau: Zahájení generálních stavů 5. května 1789

Generální stavy roku 1789 (francouzsky États généraux de 1789) bylo v pořadí 36. a poslední shromáždění generálních stavů Francouzského království, konané od května do června 1789. Král Ludvík XVI., který do té doby vládl absolutně, stavy svolal, aby u nich prosadil schválení nových daní, a mohl tak předejít státnímu bankrotu. Zapojení stavů (duchovenstvo, šlechta a třetí stav, čili především měšťanstvo) do politického rozhodovacího procesu bylo po neúspěšném shromáždění notáblů druhým a rozhodujícím krokem k ukončení absolutismu ve Francii. Bylo to první shromáždění generálních stavů po 175 letech; předtím se konalo v roce 1614 v podobné formě za vlády nezletilého Ludvíka XIII.
Během jednání generálních stavů v roce 1789 bylo zástupcům třetího stavu čím dál jasnější, že očekávaný politický vliv nezískají. Proto ustavili Národní shromáždění, posléze po připojení dalších dvou stavů Ústavodárné národní shromáždění, a tím fakticky zrušili generální stavy a nastoupili cestu k Francouzské revoluci.

## Pozadí
Francouzský stát byl z různých důvodů po několik desetiletí těžce zadlužen. Všechna předchozí opatření k řešení finanční krize selhala. Naposledy bylo v roce 1787 svoláno zasedání notáblů. Král a jeho vláda doufali, že toto shromáždění vybraných a vysoce postavených osobností schválí plánované finanční reformy. Vláda se však nečekaně setkala s odporem a nebyla schopna své plány prosadit. Ministr financí Charles Alexandre de Calonne padl a nahradil ho Étienne Charles de Loménie de Brienne. Ani on však nedokázal přesvědčit shromážděné k ústupkům v otázkách zdanění. Notáblové mimo jiné uváděli, že k takovému rozhodnutí nemají pravomoc a doporučili svolat generální stavy. Král jejich žádost zamítl a shromáždění bylo poté rozpuštěno.
Výsledkem bylo, že se parlamenty staly centry opozičního hnutí proti absolutismu, podporovaného částí šlechty. Parlamentní shromáždění také zopakovala požadavek svolat generální stavy. Pařížská rada 16. července 1787 prohlásila, že pouze generální stavy by byly oprávněny schválit nové daně. Měla přitom výslovně na mysli tradiční formu shromáždění s hlasováním podle stavů (každý stav měl jeden hlas), a nikoli podle poslanců, a výslovně odkázala na formu posledního setkání stavů v roce 1614. Myšlenka generálních stavů se rychle rozšířila, ale byly velmi různé představy o jejich cílech a složení.
Vláda v létě 1788 reagovala nejednoznačně. Podpořila myšlenku svolat generální stavy roku 1792. A téměř současně se pokusila zbavit parlamenty jejich základních práv. To vedlo k řadě revolt. Klérus králi odepřel velkou část tzv. dobrovolných dávek. Kromě opozice aristokratických a konzervativních sil však rebelie v Grenoblu (tzv. den střešních tašek) a především následující shromáždění stavů provincie Dauphiné ukázaly, že buržoazie jako třetí třída se také hlásí o slovo. Král se podřídil tlaku a svolal 8. srpna 1788 generální stavy na 1. květen 1789. Tím pod tlakem části šlechty a buržoazie přiznal krach absolutistického systému.

## Formování veřejnosti

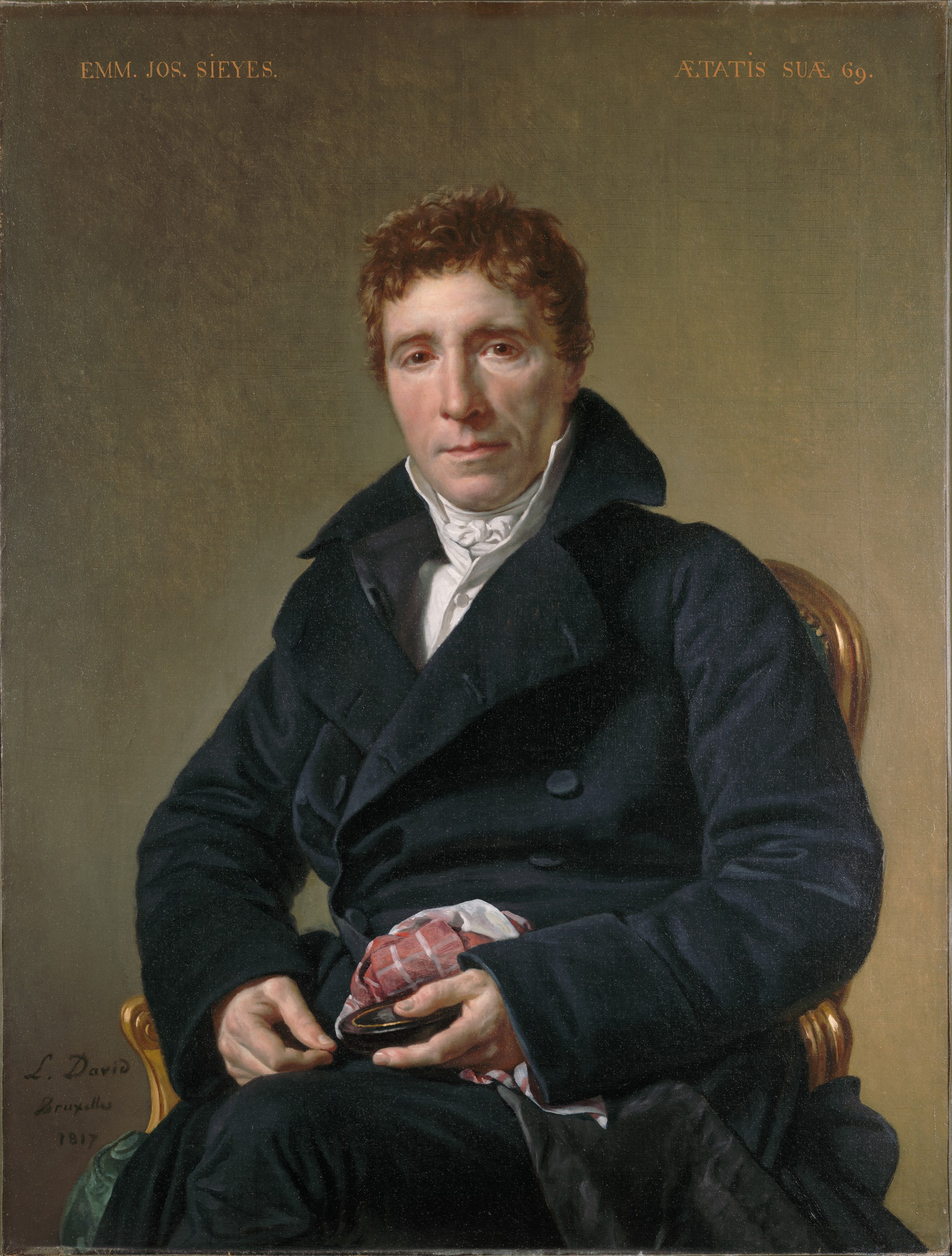
Portrét Emmanuela Josepha Sieyèse (Jacques-Louis David, 1817)

Dramatičnost finanční krize se naplno projevila o několik dní později, kdy stát musel dočasně zastavit platby. Novým ministrem financí se pak stal Jacques Necker. Situace byla napjatá také kvůli těžké neúrodě v letech 1787 a 1788 a kvůli tvrdé zimě 1788/89.
Přesné složení a způsob fungování generálních stavů nechal Ludvík XVI. otevřené. Proto se privilegované skupiny obávaly, že ztratí část svého vlivu. Pařížský parlament tedy vyzval 25. září 1788 ke svolání generálních stavů podle vzoru z roku 1614. Nově svolané zasedání notáblů v listopadu a prosinci 1788 se nedokázalo shodnout. Většina z nich však také chtěla pokračovat v tradici.
Notáblové a parlamentní rady tak stáli proti nyní převládajícímu názoru měšťanstva. Třetí stav chtěl následovat příklad Grenoblu a požadoval, aby počet jeho delegátů byl dvojnásobný a aby se hlasovalo ne po stavech, ale po poslancích. Například Malesherbes se zasazoval o to, aby rozdělení na stavy bylo zrušeno, tedy o skutečné národní shromáždění.
Cenzura byla pod tlakem parlamentu z velké části zrušena. V důsledku toho se objevilo velké množství politických spisů a pamfletů. V následujících měsících se intenzívně formovala politická veřejnost, která usilovala o zásadní změny. Po dřívějším zákazu se opět objevily politické kluby. Diskuse byla různorodá; poptávka po politické spoluúčasti třetího stavu neustále nabývala na váze. V tomto prostředí sílily požadavky na zdvojnásobení počtu zástupců třetího stavu a na hlasování podle poslanců a nikoli podle stavů.
Neckerovi se ve státní radě podařilo přesvědčit krále, aby 27. prosince 1788 zdvojnásobil počet poslanců třetího stavu. Základem voleb měly být soudní okresy. Způsob hlasování generálních stavů stále nebyl určen. Konflikt mezi představiteli třetího stavu a privilegovanými třídami se prohluboval a v Bretani došlo dokonce ke střetům podobným občanské válce. Zástupci třetího stavu kladli stále radikálnější požadavky. Emmanuel Joseph Sieyès v únoru 1789 publikoval své slavné dílo Co je třetí stav? Šlechticům v něm odepřel příslušnost k francouzskému národu.

## Cahiers de doléances a volby

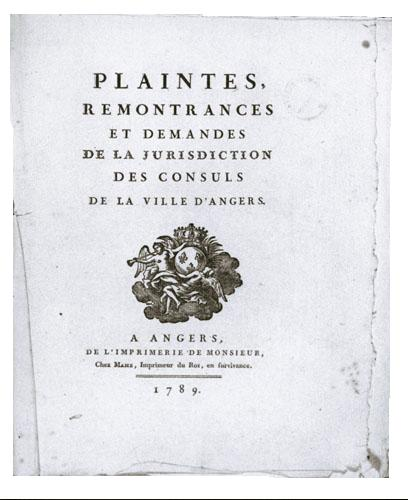
Cahier de doléances z Angers

V souvislosti s nadcházejícím zahájením generálních stavů sepsal každý stav v každém obvodě sešit stížností (cahier de doléances). Tyto sešity byly poté předány jejich poslancům před generálními stavy. Tyto knihy stížností jsou jedinečným zdrojem pro poznání situace různých sociálních skupin v různých částech země krátce před začátkem revoluce. Navíc odrážejí očekávání od generálních stavů ohledně reforem považovaných za nezbytné. Přitom z nich neplyne jednotný závěr. O zrušení království tehdy prakticky nikdo neusiloval. Reformy však byly očekávány v mnoha oblastech, jak v oblasti ústavy a správy, tak také zrušení feudálních závislostí. Sešity stížností z měst, zejména ty z Paříže, byly ve svých požadavcích radikálnější a teoretičtější než venkovské nebo maloměstské.
Volby byl stanoveny na 14. ledna 1789. Probíhaly v jednom, dvou nebo třech stupních v závislosti na tom, zda volila šlechta nebo příslušníci třetího stavu a zda šlo o městské nebo venkovské obvody. To znamená, že šlechta a duchovenstvo volili své zástupce přímo a třetí stav prostřednictvím volitelů. Hlasovací právo měl v zásadě každý francouzský muž ve věku nad 25 let, který měl trvalé bydliště a byl zapsán do seznamu plátců daní. To se však netýkalo diskriminovaných aškenázských židů ve východní Francii, hovořících jidiš nebo alsasky. Naproti tomu více asimilovaní sefardští Židé jižní Francie byli považováni za Francouze a byli připuštěni k volbám.
Volební účast již nelze určit. Celkem bylo zvoleno 1165 poslanců. O něco méně než 600 z nich náleželo třetímu stavu a zhruba po třech stech šlechtě a duchovenstvu. Mezi kněžími bylo jen 46 biskupů. Někteří z nich, jako Charles-Maurice de Talleyrand-Périgord, byli liberálové. Většina duchovních patřila k nižšímu kléru. Podíl liberálů mezi šlechtici byl asi třetinový, k jejich předním reprezentantům patřil Lafayette.
Mezi členy třetího stavu nebyli žádní zemědělci ani řemeslníci. Téměř všichni zástupci pocházeli z měšťanstva. S výjimkou několika obchodníků a rentiérů zde dominovali právníci. Mezi nimi byli například Mounier z Dauphine nebo Robespierre z Arrasu. Vedoucí roli zde hráli šlechtici a někteří duchovní, kteří byli zvoleni za poslance třetího stavu - například Mirabeau a Sieyès.

## Zahájení

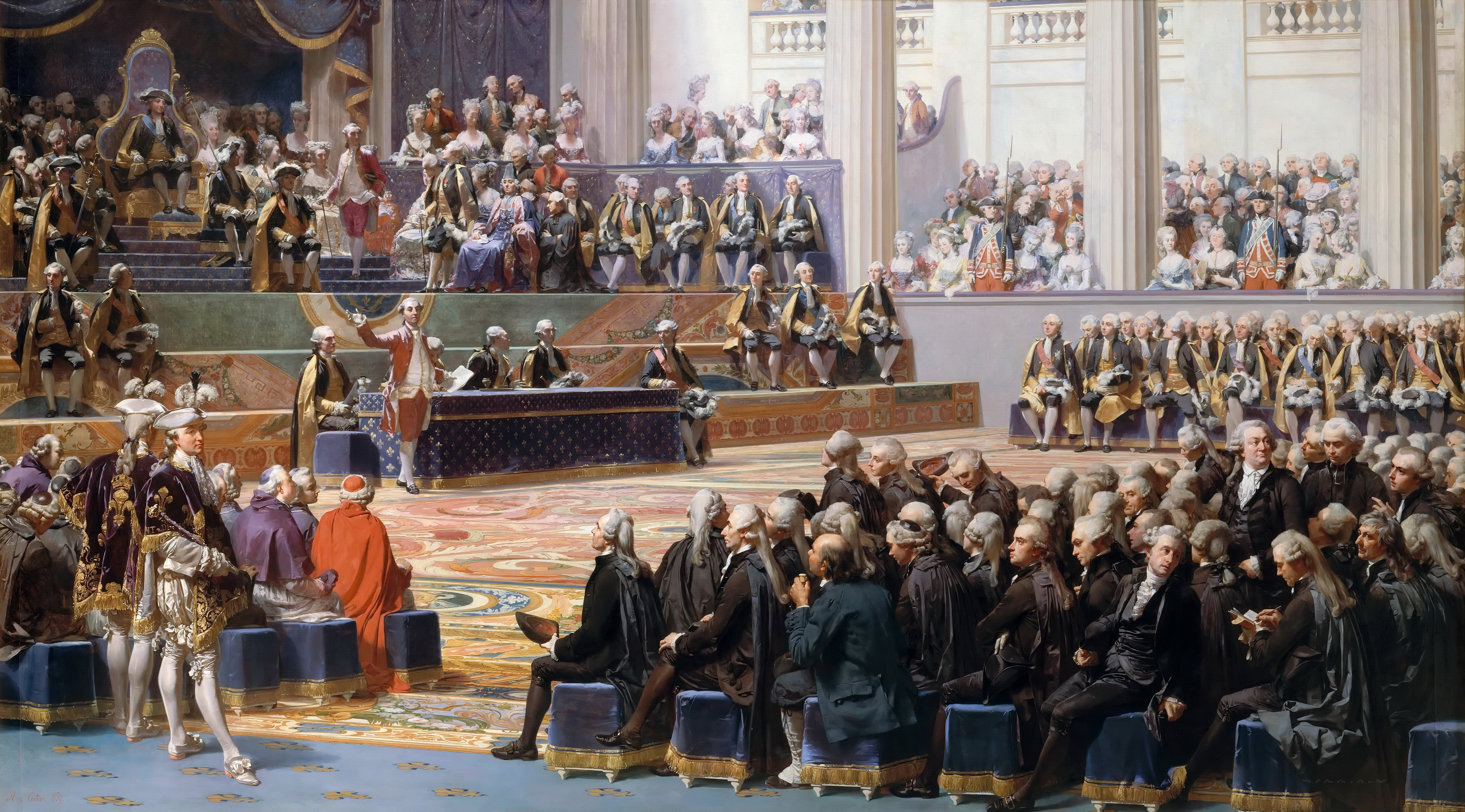
Auguste Couder (1839): Zahájení generálních stavů ve Versailles 5. května 1789

Otevření bylo předem přesně naplánováno. Ludvík XVI. nevyužil příležitost tímto ceremoniálem zdůraznit sounáležitost všech přítomných, organizace slavnosti naopak zdůraznila rozdíly mezi stavy a mimořádnou roli krále. Zatímco Necker chtěl generální stavy zahájit střízlivěji v Paříži, král poslechl své rádce a trval na slavnostním ceremoniálu.
Místem zahajovací schůze byl velký sál paláce Hôtel des Menus Plaisirs, postaveného v palácovém komplexu Versailles zejména pro setkání notáblů. Ceremoniáři se pokusili rekonstruovat starý zahajovací rituál, ale protože byl už do značné míry zapomenutý, musel být částečně vymyšlen znovu. Plánování šlo až do detailů, jako bylo oblečení. Poslanci na sobě měli oficiálně předepsané oblečení. Vysocí duchovní a členové šlechty byli vyšňořeni, například šlechtic měl na sobě černý hedvábný kabát, vestu protkávanou zlatem a stříbrem, krajkovou šátek a klobouk s peřím. Klobouk měl odpovídat módě z doby Jindřicha IV., ale odrážel spíše dobovou představu o ní než skutečný oděv 17. století. Zástupci třetího stavu však museli přijít celí v černém.
4. května, den před oficiálním zahájením, byli poslanci přijati králem. Zatímco Ludvík XVI. přijal zástupce šlechty a duchovenstva v sále Cabinet du roi, zástupci třetího stavu museli čekat v jiném sále, a pak museli projít před králem. Před trůnem pak museli pokleknout. Poslanci se poté v honosném průvodu odebrali do kostela sv. Ludvíka. Dvorní ceremoniál ještě jednou demonstroval nádheru monarchie. Heroldi na bílých koních v purpurových sametových oděvech označení znakem lilií duli do stříbrných trub. Před králem pochodovala švýcarská garda v renesančních uniformách.
Celkově ještě jednou triumfoval starý řád a třetí stav byl ponížen. Jeho zástupci byli umístěni v čele průvodu, což znamená, že šli co nejdál od krále. Zatímco šlechta a klérus měli v kostele rezervovaná sedadla, měšťané si museli najít místo sami. Protokol ani jednou neopomněl zástupce třetího stavu popíchnout.
Oficiální zahájení 5. května začalo krátkou řečí Ludvíka XVI. Byla rozporuplná. Na jedné straně zdůraznila význam vytouženého sněmování, na druhé straně varovala před přílišnými novotami. Po králi promluvil strážce pečeti Charles de Barentin, ale hovořil tak tiše, že mu nikdo nerozuměl. Teprve na konci zvýšil hlas a odmítl všechny novoty. Následující tři hodiny byly naplněny Neckerovou řečí, kterou však Necker z velké části nechal číst jinému. Jednalo se o výklad současné finanční situace. Necker připustil schodek pouze 56 milionů a požádal o půjčku 80 milionů. Královská strana se tak pokusila omezit jednání na ryze technický aspekt fiskální politiky, i když Mirabeau již 5. března krále vyzval, aby se okamžitě jednalo o hlasování podle poslanců. Necker pouze velmi opatrně naznačil, že v budoucnu budou snad hlasovat jednotlivci, nikoli stavy.

## Cesta k Národnímu shromáždění

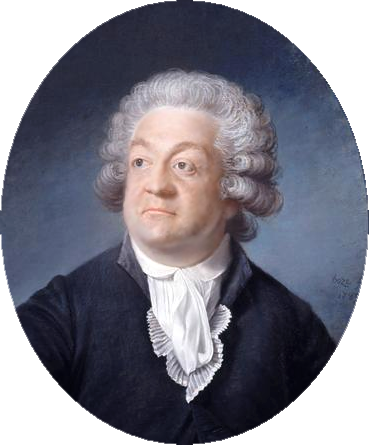
Joseph Boze: Mirabeau

Redukce generálních stavů na finanční otázku selhala, protože veřejnost očekávala zásadní reformy. Král jednal váhavě. Kdyby nařídil oddělení stavů, šlechta a duchovní by ho podpořili. Kdyby se rozhodl pro společné jednání, třetí stav by byl na jeho straně. Avšak nerozhodnost podryla jeho postavení.
6. května se poslanci šlechty a kléru začali scházet na samostatných zasedáních, aby zkoumali pravomoci poslanců svých stavů. Poslanci třetího stavu nedělali nic. Byli nerozhodní. Přezkum jejich legitimity založené na stavu by byl uznáním staré podoby generálních stavů. Vyžadovat jasné hlasování podle jednotlivých poslanců by znamenalo přechod k revoluci, na což bylo tehdy připraveno pouze několik poslanců z Bretaně nebo Dauphiné. Mezi poslanci však také nebyl nikdo, kdo by byl ochoten jednoduše se podvolit tradici hlasování podle stavů. Po vzoru vzpoury Grenoblu a anglické Dolní sněmovny se však demonstrativně nazvali Députés des communes, Poslanci obcí. Mirabeau začal vydávat časopis se zprávami z jednání, který byl brzy zakázán. Už jen z tohoto důvodu se jeho další publikace těšily velké pozornosti.
Poslanci šlechty se ustavili 11. května. Byla mezi nimi menšina, která obhajovala společné porady s ostatními stavy, k níž patřil i vévoda z Orleánsu, ale většina byla proti. Duchovenstvo tento krok udělat nedokázalo, protože tomu bránil vnitřní boj mezi nižšími duchovními a biskupy. Tento spor dovedl duchovenstvo k tomu, aby navrhlo zprostředkování se všemi třemi stavy. Třetí stav nakonec navrhl spojení obou stavovských skupin. Mezitím biskupové požádali krále o zprostředkování. Ten stavům navrhl své ministry jako rozhodce. 30. května začala nová jednání. Brzy se však ukázalo, že rozpory jsou příliš velké. Šlechta například odmítla nové označení třetího stavu. Až do 9. června však trval poměrný klid.
V části poslanců třetího stavu se začala konat jednání, jež zahájili poslanci z Bretaně a postupně přizvali další. Kromě toho vykrystalizovalo mnoho vůdčích osobností. Na Sieyèsův podnět se členové třetího stavu 10. června rozhodli opustit dosavadní zdrženlivost a vyzvali poslance ostatních dvou stavů, aby se k nim připojili. Večer 12. června se měla konat schůze s poslanci dalších dvou stavů, ale žádný z nich nepřišel. Teprve 13. se přidali tři faráři. V následujících dnech se jich připojovalo stále více. Brzy se objevila otázka, jak sami sebe nazvat. Zatímco Mirabeau a Mounier vyzývali ke zdrženlivosti, Sieyès 17. června po dvoudenní debatě prosadil jméno „Národní shromáždění“. 19. června se duchovenstvo rozhodlo v poměru 169 ku 157 hlasům připojit ke třetímu stavu.

Přísaha v Míčovně. Lavírovaná perokresba Jacquese-Louise Davida, 1791

Když král nechal 20. června zavřít zasedací sál s odůvodněním, že je potřeba ho připravit na další zasedání 23. června, obsadili poslanci nacházející se před zavřenými dveřmi nedalekou Míčovnu, kde se zavázali takzvanou Přísahou v Míčovně, že se „nerozejdou, dokud stát nebude mít ústavu [...] a ustoupí pouze násilí bajonetů“. Národní shromáždění se tak prohlásilo Ústavodárným shromážděním.
Když měly být na schůzi 23. června generální stavy rozpuštěny, odmítl zvolený předseda schůze Jean Sylvain Bailly poslechnout obřadníka proslulým výrokem, že shromážděný národ nemusí od nikoho přijímat rozkazy.
Poté, co se králův bratranec vévoda z Orléansu spolu s dalšími zástupci šlechty připojil k Národnímu shromáždění, Ludvík XVI. se podvolil a konečně 27. června Národní shromáždění schválil. To se pak 9. července 1789 ustavilo jako Ústavodárné národní shromáždění.